# Thélis-la-Combe
Thélis-la-Combe é uma comuna francesa na região administrativa de Auvérnia-Ródano-Alpes, no departamento de Loire. Estende-se por uma área de 14,57 km². Em 2010 a comuna tinha 155 habitantes (densidade: 10,6 hab./km²).